# Kuchnia (pomieszczenie)

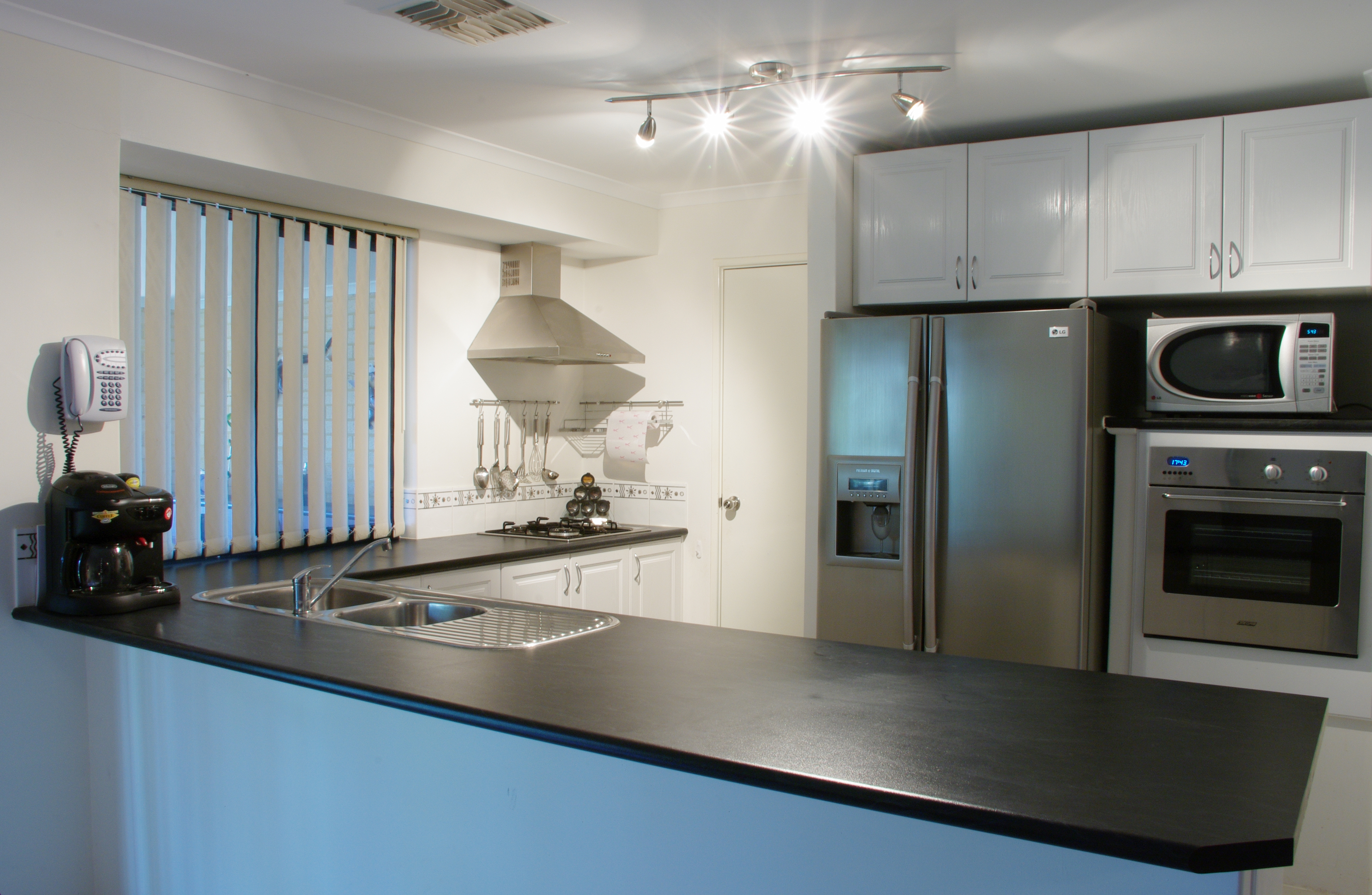
Kuchnia

Kuchnia – osobne pomieszczenie lub część pomieszczenia o charakterze pomocniczym, służące do przygotowywania potraw. W kuchni, oprócz wykonywania czynności służących do przygotowywania posiłków, myje się również naczynia po ich spożyciu. Na Zachodzie w typowo wyposażonej kuchni znajdują się następujące urządzenia kuchenne: kuchenka z piekarnikiem, elektryczny okap kuchenny, zlewozmywak i chłodziarka z zamrażarką. Wiele kuchni jest również wyposażonych w kuchenki mikrofalowe i zmywarki do naczyń.